# La prossima volta il fuoco
La prossima volta il fuoco è un film del 1993 diretto da Fabio Carpi. Il film fu presentato in concorso alla 50ª Mostra del cinema di Venezia il 7 settembre 1993.

## Trama
Amedeo Magis, cinquantenne professore di semantica alla Sorbona, si ritrova ad attraversare un bosco nel quale vede alcune donne nude, tra cui riconosce sua madre, sua moglie, sua figlia e alcune sue studentesse, intente a cucire, a passeggiare o a prendere il tè. È solo uno strano sogno, da cui si sveglia angosciato nel cuore della notte: la mattina dopo deve partire per il Pordenonese con la moglie Elena, per andare a trovare come ogni anno Lila, la vecchia madre che vive da sola nell'antica casa di famiglia, immobilizzata su di una sedia a rotelle. Il carattere scomodo e bizzoso della madre e la moglie sempre più lontana dai suoi desideri acuiscono il disagio di Amedeo, che inventa diversioni per ritardare l'arrivo in villa. Nella villa torna dalla Germania anche Gloria, figlia di Amedeo e madre di una bambina di dieci mesi, ma senza un compagno. Disinibita e innocente, Gloria si offre nuda in bagno allo sguardo del padre e in un'altra occasione, davanti alla madre e alla nonna allibite, chiede al padre di insegnarle come si fa a baciare, perché nessuno l'ha mai baciata fino ad allora. Forse sta solo giocando, forse cerca affetto, ma suo padre dimentica che Gloria è sua figlia e scopre in lei la donna. 
Elena soffre, ma subisce la situazione senza reagire. Lila non parla più, resta a letto ad occhi chiusi e muore senza perdonare il figlio. Improvvisamente cessa il gioco di Amedeo, che spostava di un gradino il suo universo matriarcale (la moglie al posto della madre, la figlia al posto della moglie). Giungono i parenti; la madre viene cremata come desiderava e sepolta in giardino. Amedeo ora sembra pacificato: anche lui dovrà prima o poi accettare la fine senza opporre resistenza, se non vorrà essere punito dal castigo che Dio minacciò a Noè dopo il diluvio: "la prossima volta il fuoco".